# Zofia Garbaczewska-Pawlikowska
Zofia Leonia Garbaczewska-Pawlikowska herbu Ślepowron (ur. 20 lutego 1922 w Siedlcach, zm. 13 sierpnia 2017) – polska poetka, pisarka i malarka, głównie portrecistka.

## Życiorys
Dzieciństwo spędziła w Sosnowcu. Pochodziła z rodziny o dwupokoleniowej tradycji aptekarskiej. Jej ojciec był przed wojną właścicielem apteki, także najmłodsza siostra – Krystyna ukończyła farmację.
Naukę malarstwa rozpoczęła podczas II wojny światowej w Akademii Sztuk Pięknych w Krakowie, którą Niemcy przemianowali na Staatliche Kunstgewerbeschule Krakau. Jej wykładowcami byli m.in. profesorowie Władysław Jarocki, Wojciech Weiss, Stanisław Kamocki i Fryderyk Pautsch.
Już po wojnie ukończyła farmację na Akademii Medycznej i później historię sztuki na UJ. Była żoną Wiktora Pawlikowskiego – artysty malarza (zm. 1982).
Najpierw pracowała zawodowo jako farmaceutka, a następnie jako chemiczka, poświęcając wolny czas na twórczość malarską i później także literacką.
Wydała 20 książek, głównie tomików poetyckich, a także prozę autobiograficzną.
Miała liczne indywidualne wystawy malarskie w Polsce oraz poza granicami, m.in. w USA, Kanadzie, Wielkiej Brytanii i we Włoszech, gdzie w miejscowości Bellagio znajduje się stała ekspozycja malarki.
Największe sukcesy w twórczości malarskiej i literackiej odnosiła w latach 80. XX wieku. Została nagrodzona m.in. medalem Narodowej Sztuki Polskiej. Była członkiem Konfraterni Poetów, krakowskiego oddziału Związku Literatów Polskich oraz Bronowickiego Stowarzyszenia Przyjaciół Sztuk Wszelkich.
Zmarła 13 sierpnia 2017 w wieku 95 lat. Została pochowana 21 sierpnia 2017 na Cmentarzu Rakowickim w Krakowie (cmentarzu wojskowym przy ul. Prandoty).

## Twórczość malarska

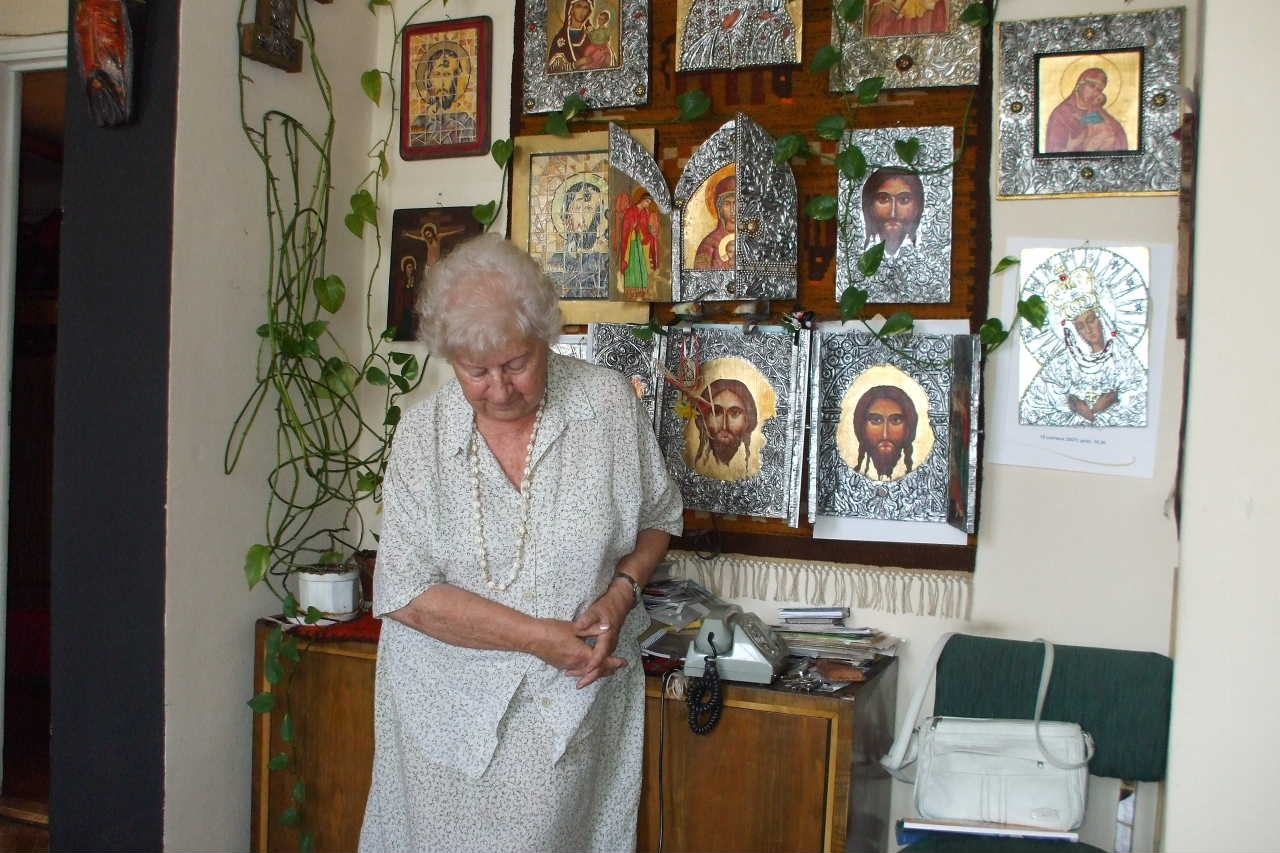
Artystka w atelier na tle własnych ikon

- W 1976 otrzymała status artysty plastyka, nadawany przez Ministerstwo Kultury i Sztuki.
- Posługiwała się olejem, pastelem, akwarelą i akrylem[8]. Na akwarelach przedstawiała najczęściej kapliczki, kościółki, cerkwie, kwiaty i pejzaże. Uczestniczyła w wielu plenerach.
- Namalowała blisko 100 portretów, na których ukazała dzieci z przedszkoli oraz szkół z Krakowa i Nowego Targu. Te portrety zostały przedstawione publiczności na czterech wystawach zorganizowanych w latach 1980 i 1981. Część z nich (około 30) malarka przekazała dla Centrum Zdrowia Dziecka.
- Malowała ikony i sama wykonywała z oksydowanej blachy ich koszulki.
- Wzięła udział w Festiwalu Sztuki Polskiej zorganizowanym w 1992 w Chicago i Toronto.
- Pokazała swoje obrazy w Polish Club London – Balham w Londynie w kwietniu 1992.
- We włoskiej miejscowości Bellagio, położonej nad jeziorem Como, znajduje się w galerii Grand Hotelu Villa Serbelloni stała ekspozycja malarska Garbaczewskiej-Pawlikowskiej.
- Indywidualne wystawy pejzażu włoskiego w galeriach Pałacu Pugetów, Śródmiejskiego Ośrodka Kultury, MPiKu oraz Galerii „Helena” w Krakowie.
- W marcu 1993 Telewizja Polska, Radio Kraków i Radio Alfa przedstawiły programy o twórczości poetyckiej i malarskiej Zofii Garbaczewskiej-Pawlikowskiej.
- We wrześniu 2003 odbyła się w Galerii „Helena” w Krakowie wystawa ikon namalowanych przez artystkę.
- W styczniu 2005 prezentowała obrazy i dorobek poetycki w Galerii Audialnia w Krakowie, prowadzonej przez państwa Stanisławę i Romana Hnatowiczów.
- Indywidualna wystawa prac malarskich pt. „Kościółki, Kapliczki, Ikony” w Klubie Profesora Akademii Górniczo-Hutniczej w Krakowie, otwarta 23 października 2008[9].

## Twórczość literacka
- Zofia Garbaczewska-Pawlikowska zadebiutowała jako poetka stosunkowo późno, bo dopiero w 1991, wydając tomik z wierszami pod tytułem Alfabet tajemnic.
- Na podstawie wybranych utworów traktujących o miłości powstał w 2002 monodram pt. Szeptem o miłości… zwariowanej w wykonaniu aktorki teatralnej Barbary Omielskiej, wystawiony w Galerii Nowohuckiego Centrum Kultury, w połączeniu z wystawą akwareli Zofii Garbaczewskiej-Pawlikowskiej[10].
- Fragmenty poezji Zofii Garbaczewskiej-Pawlikowskiej wykorzystał Andrzej Ostoja-Solecki do ozdobienia albumu z pracami malarskimi (50 gwaszy) Stanisława Jakubczyka, które przedstawiają połemkowskie cerkwie[8].
- W 2007 z okazji 85. urodzin artystki Krakowski Oddział Związku Literatów Polskich oraz Śródmiejski Ośrodek Kultury w Krakowie zorganizowały spotkanie poetyckie. Wiersze, w oprawie muzycznej fletu, w wykonaniu Anny Kozłowskiej, czytała aktorka Alicja Kondraciuk[4]. Podczas spotkania odbyła się także prezentacja książki pt. Zakamarki pamięci, zawierającej wybór wierszy i opatrzonej wstępem napisanym przez Krzysztofa Lisowskiego[4].
- Wierszami zatytułowanymi Co ja tu robię oraz Aparat zdobyła I nagrodę w X Konkursie Literackim zorganizowanym przez krakowski „Bunkier Sztuki”, Fundację Sztuki Osób Niepełnosprawnych oraz kwartalnik „Słowem i Kształtem”[11].

## Opublikowane pozycje
- Alfabet tajemnic (1991, tomik poetycki)
- Kłódka czasu (1993, tomik poetycki)
- Zagłębienie w dłoni (1994, tomik poetycki)
- Skarby na czarną godzinę (1995, tomik poetycki)
- Obłaskawić dzień (1996, tomik poetycki)
- Opieram się o wiatr (1996, wybór wierszy)
- Krajobraz życia (1996, proza wspomnieniowa)
- Zmiana Kalendarzy (1997) ISBN 83-86900-40-7[12]
- Nie ma ciszy (1998)
- Mini szepty (1998, wybór najkrótszych wierszy wydany przez Wydawnictwo Miniatura) ISBN 83-7081-338-0.
- Trzecia część życia (1999)
- Poezje (1999) ISBN 83-87842-14-1[13]
- Oto jestem (2000)
- Okruchy raju (2000)
- Zakręty (2001, wybór wierszy)
- Paląc fotografie (2002) ISBN 83-89186-15-2[14]
- Reminiscencje i W blasku zachodzącego życia (2003, zbiorek poezji podzielony przez autorkę na dwie części ze względu na odrębność tematyczną i chronologiczną wierszy, zaopatrzony w dwa różne tytuły i dwie odmienne okładki na awersie i rewersie) ISBN 83-89186-65-9.
- Pół na pół (2004)
- Cisza między wierszami (2005) ISBN 83-89707-48-9[15]
- Jutra może nie być (2006/2007) ISBN 83-7490-041-5.
- Andrzeja Ostoja-Solecki Połemkowskie cerkwie w malarstwie Stanisława Jakubczyka (2006, album przedstawiający obrazy drewnianego budownictwa sakralnego na polskim i słowackim Pogórzu Karpackim, namalowane przez Stanisława Jakubczyka, w którym wykorzystano poezje Zofii Garbaczewskiej-Pawlikowskiej) ISBN 978-83-925339-0-0.
- Zakamarki pamięci (2007, wybór wierszy, wydanie jubileuszowe) ISBN 978-83-7490-062-1.
- Żyję z przyzwyczajenia (luty 2009, tomik poetycki, wiersze zawierające refleksje 87-letniej autorki na temat życia ludzkiego i wyroku śmieci, który jest nierozerwalnie z nim związany i od momentu urodzenia ciąży nad każdym z nas; na okładce akwarela poetki przedstawiająca kapelusz ozdobiony wstążką i bukiet kwiatów)

## Reakcje krytyki
Z kilku wyrazów, kilku kresek malarskiej wyobraźni wyłania się cały świat, prawdziwa pełnia ludzkiego doświadczenia. Niektóre wiersze to małe studia natury ludzkiej, refleksja o upływającym czasie, o patrzeniu na minione i mijające życie z perspektywy człowieka starszego, dojrzałego, doświadczonego, bogatego w osobiste wzloty i klęski.
…niebagatelnym walorem tych wierszy jest ich klarowny język, poetyka skrótu doprowadzona do dużego mistrzostwa w cyklu poetyckich miniatur, przypominających japońskie haiku; to blaski myśli, obrazy oświetlone momentem blasku, raz i na zawsze, abyśmy dostrzec mogli jakiś istotny walor egzystencjalnej refleksji, promień łączący „wysokie” z „niskim”, aspekt metafizyczny ludzkiego bytowania, poczucie łączności i pokrewieństwa z Innym Światem i z tymi, którzy już przekroczyli niewidzialną granicę.